# أولوت
بلدية أولوت (بالإسبانية: Olot) هي بلدية تقع في مقاطعة جرندة التابعة لمنطقة كتالونيا شمال شرق إسبانيا.

## الديموغرافيا
بلغ عدد سكان بلدية أولوت 33.725 نسمة عام 2011 (وفقاً للمعهد الوطني الإسباني للإحصاء).
| 27.482 | 27.814 | 28.890 | 31.271 | 32.337 | 33.524 | 33.725 |

## أعلام
- ألبيرت دوركا
- ميغيل بلاي
- أوري سانتوس
- أدريانا غونزاليس بينياس
- بيدرو بالسيلز